# Hendrik Stier van Aertselaer

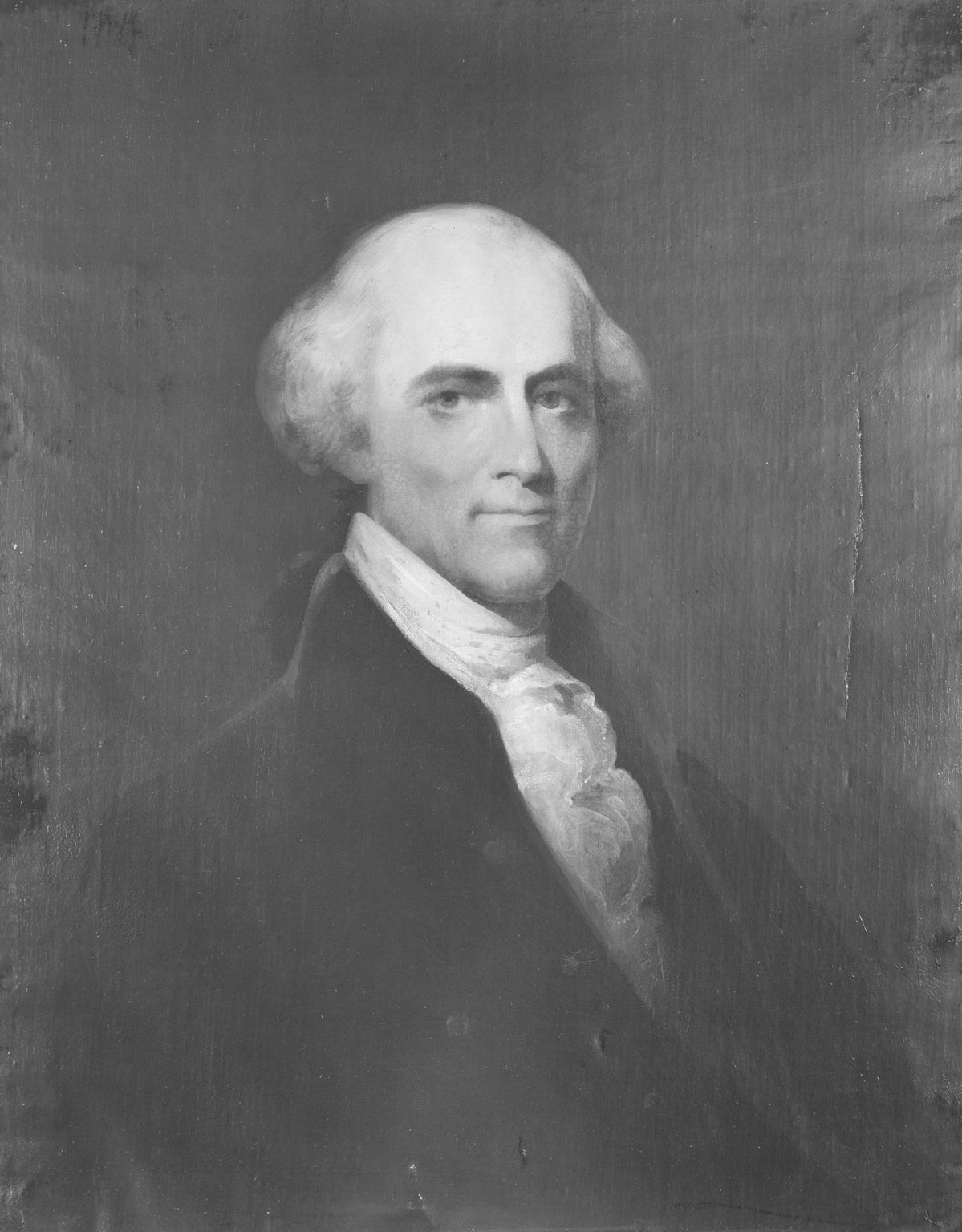

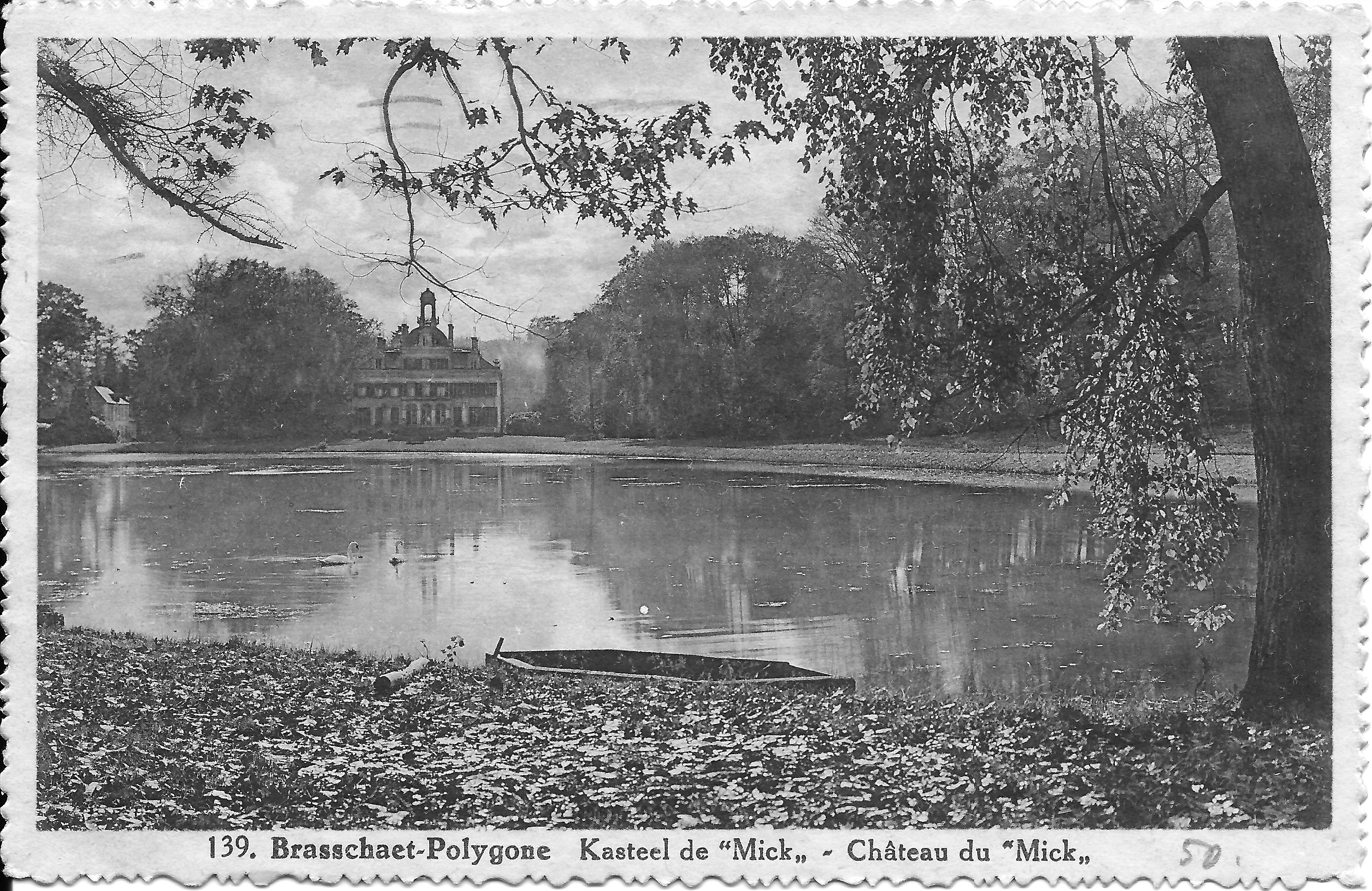
Het kasteel de Mik, gebouwd door Henri Stier

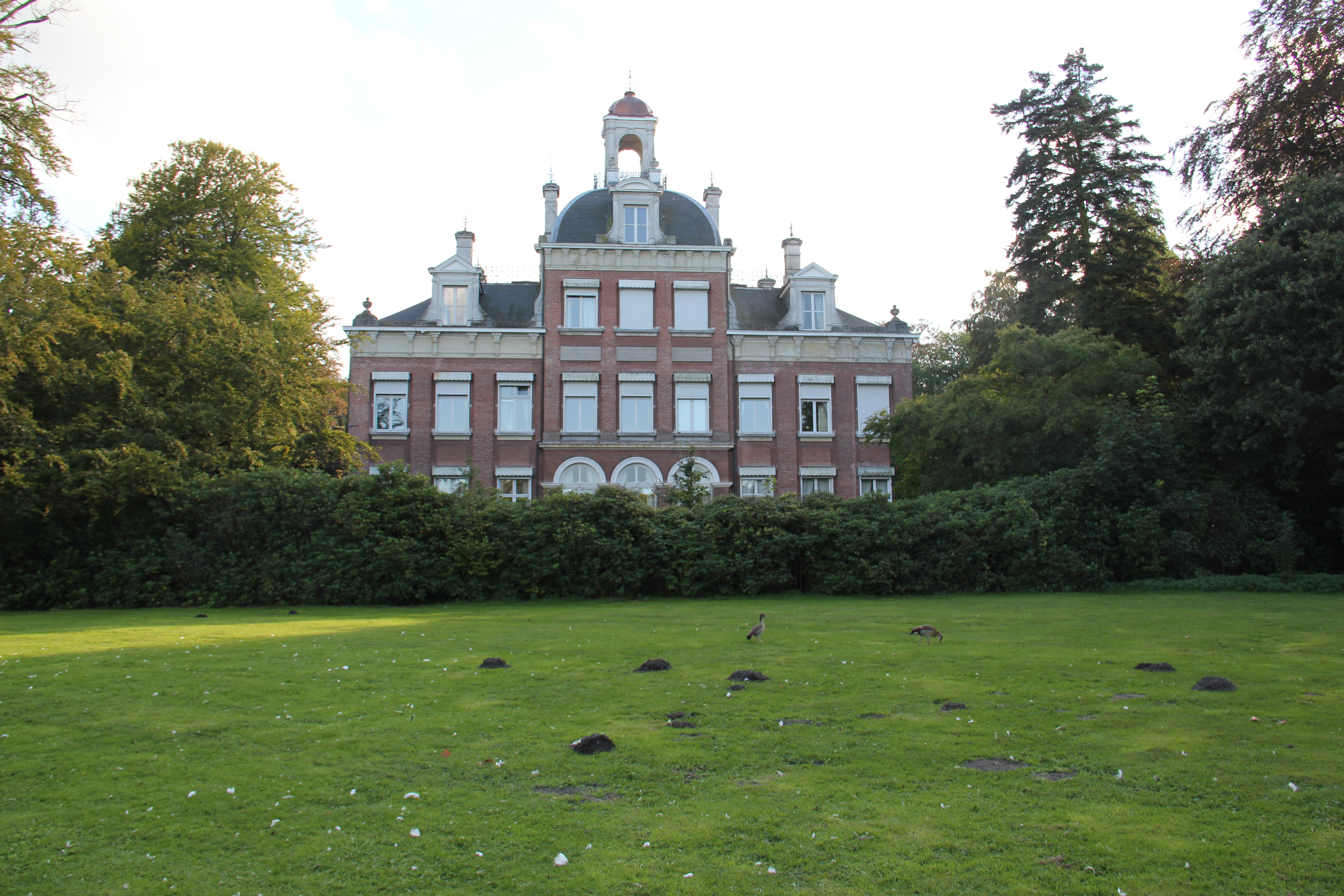
Kasteel de Mik in Brasschaat

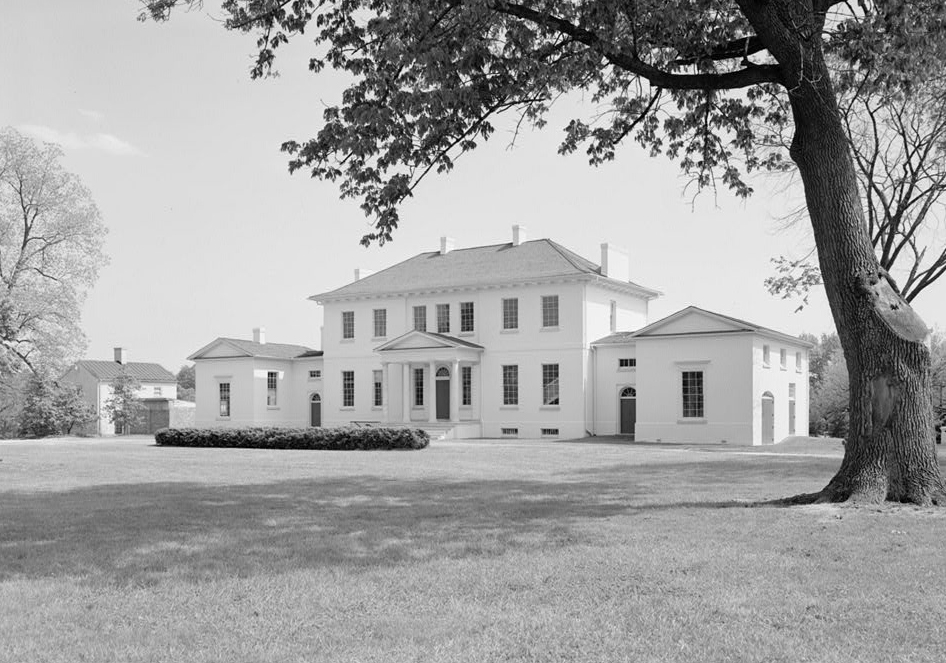
Riversdale Mansion gebouwd door Henri Stier

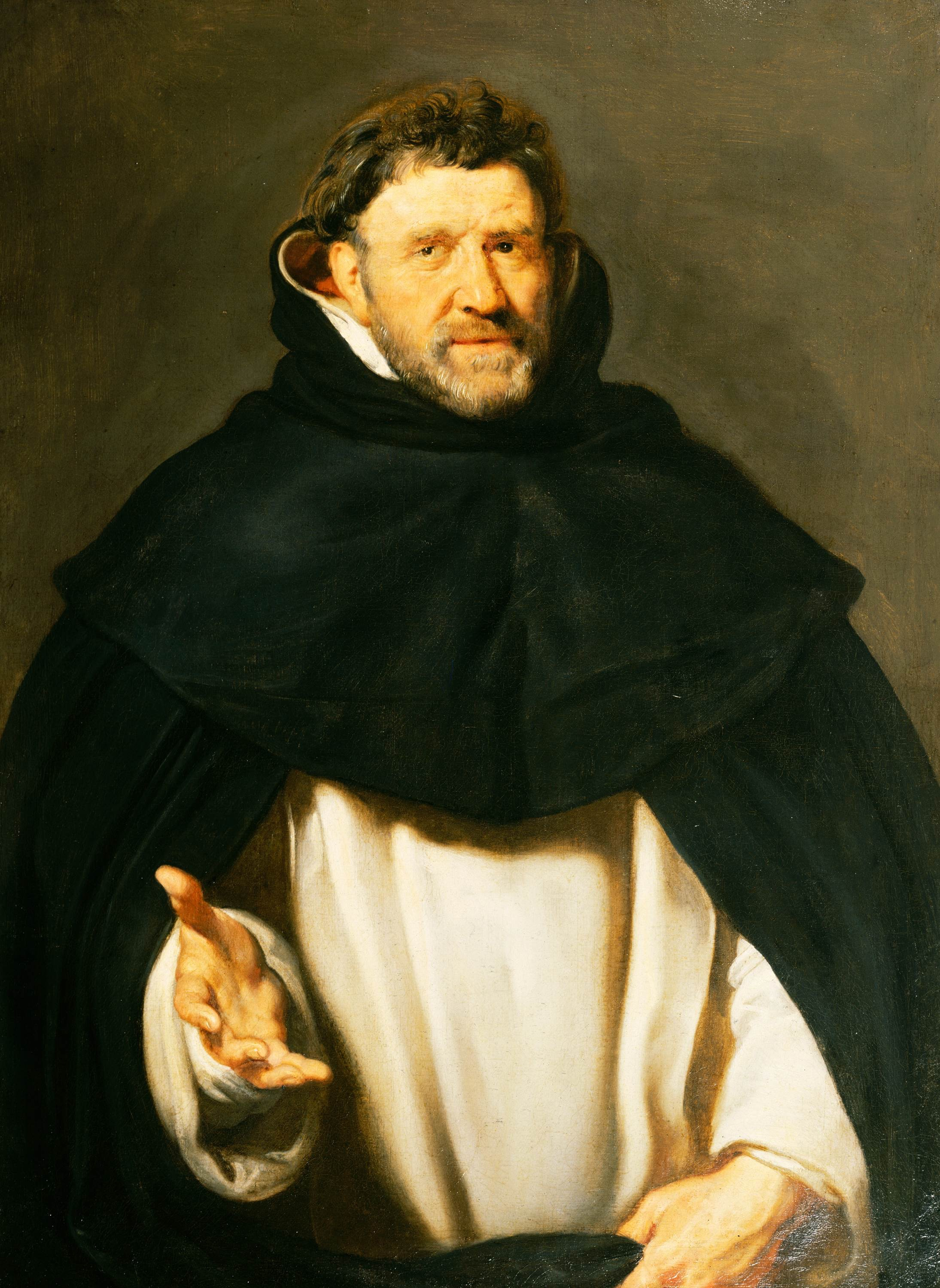
Portret van Michiel Ophovius, bisschop van Den Bosch door P. P. Rubens, dat behoorde tot de verzameling van Henri Stier

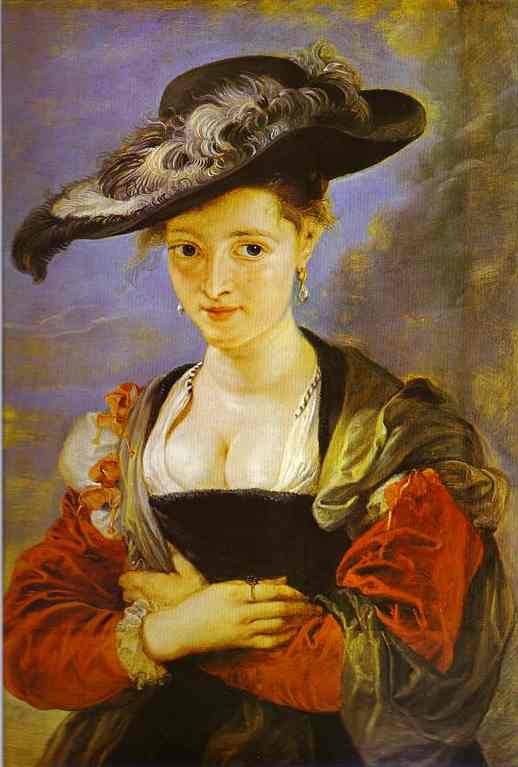
Susanna Fourment, 'de vrouw met de strohoed' door P. P. Rubens, in de collectie van Henri Stier

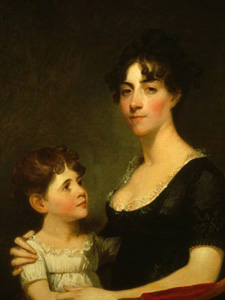
Portret van Rosalie Stier, echtgenote Calvert, dochhter van Heni Joseph Stier, met een van haar kinderen

Henri Joseph Stier van Aertselaer (Antwerpen, 15 februari 1743 – Brasschaat, 22 juni 1821) was een Zuid-Nederlands edelman.

## Geschiedenis
Leden van de familie Stier vestigden zich als financiers en bankiers in Antwerpen.
In 1778 verhief keizerin Maria Theresia Jean Stier tot baron, overdraagbaar bij eerstgeboorte. In 1788 verhief keizer Jozef II de jongere broer Albert Stier (Amsterdam, 1701 - Antwerpen, 1759) eveneens tot baron. Hij trouwde in Antwerpen in 1736 met Isabelle de la Bistrate (1717-1787).

## Levensloop
Henri Stier, zoon van Albert, was bankier en ook aalmoezenier van Antwerpen. Langs zijn moeder was hij een afstammeling van Pieter Pauwel Rubens. Zij stamde af van Nicolas Rubens, de tweede zoon van Rubens en van Isabella Brandt en van hun dochter Helena Rubens, getrouwd met Jan-Baptist Lunden.
Hij was in 1767 getrouwd met Marie-Louise Peeters, vrouwe van Aartselaar, Cleyedal en Buurstede (1748-1804), dochter van Jean-Egide Peeters (1725-1786). Ze kregen vier kinderen.
In 1780-85 bouwde hij voor zijn gezin het château du Mick (Hof ter Mick) in Brasschaat, naar een ontwerp van Barnabé Guimard (1731-1805), de ontwerper van het Koningsplein in Brussel.
In juni 1794 anticipeerde Stier op de komst van de Franse revolutionairen door te vluchten naar de staat Maryland in de Verenigde Staten. Zijn gezin kwam mee: behalve zijn echtgenote ook hun zoon Charles en diens vrouw Marie van Havre, hun twee dochters, de zestienjarige Rosalie en de tien jaar oudere Isabelle en haar man Jean Michel van Havre. Al wat vervoerbaar of verhandelbaar was onder hun bezittingen, namen ze mee. In de eerste plaats wilde Stier de familiale kunstcollectie veiligstellen, voornamelijk eigendom van zijn schoonmoeder Mathilde van den Cruyce (1727-1796).
In Maryland was Henri actief als (tabaks)planter. In 1800 kocht hij 729 acres akkerland in de buurt van de haven van Bladensburg en bouwde hij er een landhuis, dat hij grotendeels zelf ontwierp. Hij verkeerde in de hogere kringen en dineerde onder meer bij George Washington.
Onder het Consulaat keerden de Stiers in 1803 naar Antwerpen terug, met uitzondering van hun jongste dochter, Rosalie (1778-1821), die in 1799 getrouwd was in Annapolis met Georges Calvert (1768-1838), volksvertegenwoordiger voor Maryland, behorende tot de machtige familie Calvert-Baltimore, de nazaten van George Calvert, lord Baltimore (1579-1632), de stichter van de kolonie Maryland, die hij bedoelde als een thuishaven voor katholieke emigrés. Stier schonk aan het echtpaar zijn domein, dat nog steeds bestaat als de Riversdale Mansion Museum en in 1997 erkend werd als National Historic Landmark. Op een deel van de eigendom installeerde hun zoon, Charles Benedict Calvert, het Maryland Agricultural College, dat uitgroeide tot de University of Maryland. Het echtpaar Calvert-Stier had negen kinderen, van wie er vijf de volwassen leeftijd bereikten. Afstammelingen trouwden met telgen uit de families Washington, Rockefeller, Harrimann, Vanderbilt, Lee enz., met als gevolg dat een grote groep Amerikanen zich er kan op beroemen afstammeling van Rubens te zijn.
In 1816, ten tijde van het Verenigd Koninkrijk der Nederlanden, werd Stier erkend in de erfelijke adel en benoemd in de Ridderschap van de provincie Antwerpen. Hij werd tevens lid van de Provinciale Staten van Antwerpen. Zijn kasteel in Brasschaat werd opnieuw volop bewoond en in het domein plantte hij talrijke exotische bomen en planten aan, meestal uit de Verenigde Staten geïmporteerd.
Hij was welvarend, zoals kan  worden opgemaakt uit de verzameling kunstwerken die het jaar na zijn dood werd verkocht. Hij had de collectie grotendeels geërfd van zijn schoonfamilie Peeters. Toen hij naar de Verenigde Staten vluchtte, nam hij minstens 63 schilderijen mee, van o.a. Rubens, Van Dyck, David Teniers II, Jan Brueghel de Jonge, Titiaan en Rembrandt. Ze bleven er ingepakt bij zijn dochter tot deze ze in 1816 naar Antwerpen terugzond. In 1817 was Stier verplicht, vanwege onverdeeldheid, het gedeelte dat tot de collectie Peeters had behoord, te verkopen. De veiling vond plaats bij hem thuis in de Venusstraat. Hij kocht toen verschillende werken weer in.
Hij vulde ook zijn collectie verder aan. Een van de schilderijen was het Rubensportret van de predikheer Michael Ophovius, bisschop van Den Bosch, dat hij in 1814 op een veiling aankocht en dat in de veiling van 1822 werd aangekocht door Willem I der Nederlanden en tegenwoordig bewaard wordt in het Mauritshuis in Den Haag. In 1817 kocht hij van de erfgenamen van Arnold Lunden, de tweede man van Suzanne Fourment, het beroemde Rubensportret van haar, genaamd 'met de strohoed' (sinds 1871 eigendom van de National Gallery in Londen).
De oudste dochter Isabelle (1768-1822) was in 1790 getrouwd met baron Jean-Michel van Havre (1764-1844), langs waar heel wat afstammelingen voortkwamen tot heden. De enige zoon, Charles-Jean Stier van Aertselaer (1770-1848), trouwde in 1794 met zijn schoonzus Marie van Havre (1770-1803) en hertrouwde in 1804 met Eugénie van Ertborn (1785-1835). Beide huwelijken bleven kinderloos, zodat de familie in de mannelijke lijn uitdoofde bij de dood van Charles-Jean.
Het landgoed de Mik, circa 150 ha, ging over op erfgenamen van Havre, vervolgens della Faille de Leverghem, om steeds meer verkaveld te geraken. Het kasteel werd behouden en na verschillende eigenaars te hebben gehad, werd het een herstellingsoord, eigendom van een ziekenkas. De 37 hectare errond werd in 1949 gemeentelijk park en het kasteel werd als stadsgezicht beschermd.
De schilderijenverzameling van Henri Stier werd in 1822 geveild, maar een aantal werken werd teruggekocht door leden van de familie. Toen graaf Georges della Faille de Leverghem (1869-1944) in 1942 een belangrijke schenking deed aan de Koninklijke Musea in Brussel, bevonden er zich schilderijen onder die destijds tot de collecties Peeters en Stier hadden behoord.

## Voetnoten
1. 1 2  Jacqueline Letzter, "‘Hoarded Treasures’: an Antwerp Art Collection Shapes Belgian Cultural Identity Abroad" in: Dutch Crossings, 2023, nr. 2, p. 108. DOI:10.1080/03096564.2020.1840135
2. ↑  Jacqueline Letzter, "‘Hoarded Treasures’: an Antwerp Art Collection Shapes Belgian Cultural Identity Abroad" in: Dutch Crossings, 2023, nr. 2, p. 109. DOI:10.1080/03096564.2020.1840135
3. ↑  DOI:10.1080/03096564.2020.1840135